# 마위프 카란사

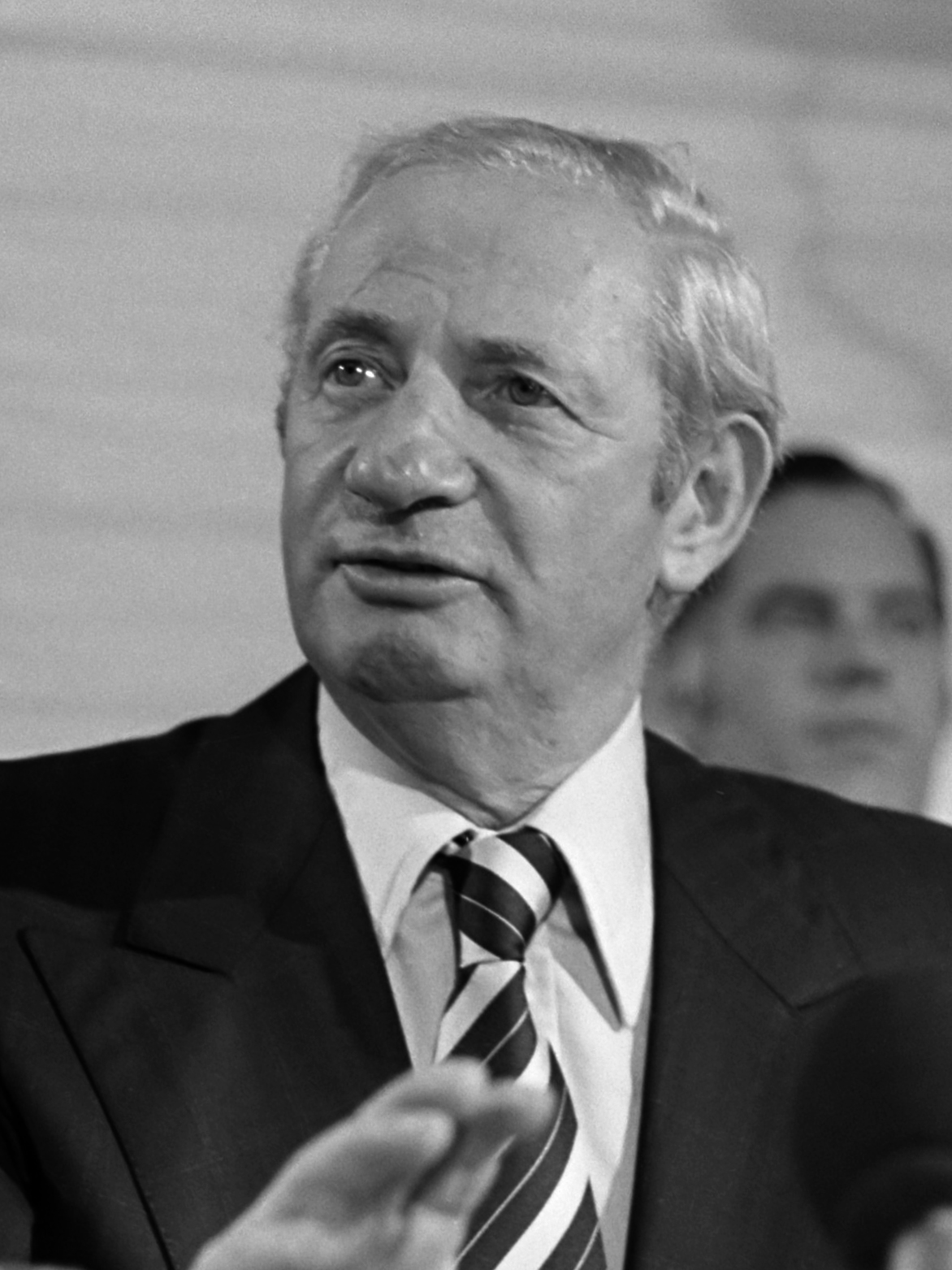
마위프 카란사.

마위리츠 "마위프" 카란사(네덜란드어: Maurits "Maup" Caransa, 1916년 1월 5일 ~ 2009년 8월 6일)는 네덜란드의 기업인이며, 제2차 세계 대전 이래로 암스테르담에서 가장 영향력을 가진 부동산 개발업자였다. 1994년 철거된 마위폴레움과 렘브란트 광장에 세워진 카란사 호텔 등 여러 유명 빌딩을 소유했으며, 생을 마감할 때까지 1억 6100만 유로의 재산을 소유해 네덜란드의 부유한 500인 중 186위에 랭크되었다.

## 생애
1916년 스파라드 유대인 집안에서 태어났으며, 어린 시절을 가난하게 보냈다. 이후 1941년 가톨릭 여성과 결혼했으며, 이후 자신을 유대인처럼 보이지 않도록 나치 독일의 눈을 속여 제2차 세계 대전 당시에는 베스터브로크 임시 수용소에 1주간 구금된 뒤 불임 수술을 받고는 풀려났다. 하지만 그의 부모와 세 형제는 나치 강제 수용소에서 사망했으며, 카란사는 암스테르담 인근의 유대인 거주 구역인 외덴뷔르트에서 전쟁이 종료될 때까지 거주하였다.
종전 이후 영국군과 미국군의 잉여 군수품을 판매하는 거래업자로 사업을 시작했으며, 이후 거래의 성과가 하향세로 접어들자 부동산 개발업자로 사업 영역을 바꾸어 백만장자가 되었다. 그리고 실러 호텔, 암스테르담 호텔, 아메리칸 호텔 등 여러 호텔을 소유했으며, 생을 마감할 때까지 외덴뷔르트의 많은 부동산 자산을 사들였다.
또한 1960년대부터 1970년대까지 AFC 아약스의 회장이던 야프 판 프라흐와의 친분으로 클럽의 재정에 대한 투자를 지속해 영향력을 행사했으며, 이로 인해 당시 클럽은 카란사약스(Caransajax)라는 별칭으로 불리게 되었다.
이후 1977년 그가 소유한 도박장에서 브리지를 하고 나오던 도중 괴한들에게 납치되었으며, 5일 뒤 1000만 휠던의 몸값을 지불하고는 풀려나면서 네덜란드 최초로 몸값을 지불하고 풀려난 유명 인사가 되었다. 헤트 파롤 등 네덜란드의 일부 언론에서는 납치범들이 독일 적군파 소속이며, 테러리스트인 크누트 폴케르츠의 석방을 요구했다고 전했으나, 납치범들은 끝내 체포되지 않았다.
그 뒤 2009년 8월 6일 핀케베인에서 세상을 떠났으며, 시신은 아우데르케르트안더암스테르담에 있는 유대인 공동묘지에 안장되었다.